# Sucha Średnia
Sucha Średnia (cz. Prostřední Suchá, niem. Mittel Suchau) – część miasta Hawierzowa w kraju morawsko-śląskim, w powiecie Karwina w Czechach. Jest to także gmina katastralna o powierzchni 595,63 ha, położona w północno-wschodniej części miasta. W 2010 liczba mieszkańców wynosiła 5,169, zaś w 2010 odnotowano 1020 adresów.

## Historia
Sucha Średnia wyodrębniła się z Suchej Dolnej i Suchej Górnej. W 1725 wzmiankowano Statek w Postrzedni Suchey leżyczy.
Po zniesieniu poddaństwa miejscowość stanowiła gminę na Śląsku Austriackim, w powiecie sądowym Frysztat, najpierw w powiecie cieszyńskim, potem w samodzielnym powiecie politycznym Frysztat. Już pod koniec XVIII wieku w okolicy odnaleziono pokłady węgla, co przyczyniło się do rozwoju ekonomicznego i demograficznego okolicy, jak i samej Suchej Średniej, szczególnie w drugiej połowie XIX wieku. Od 1880 do 1910 roku liczba mieszkańców wzrosła z 860 do 3052, m.in. dzięki znacznej imigracji z Galicji, którzy jednak łatwo ulegali czechizacji. W tym samym okresie odsetek deklaracji języka polskiego w powyższych spisach spadł z 67,8% w 1880 do 55,3% (1666 osób) w 1910. Ponadto w 1910 1289 mieszkańców (42,8%) było czesko-, 55 (1,8%) niemiecko- a 3 (0,1%) posługiwało się jeszcze innym językiem, 1872 (61,3%) było katolikami, 1145 (37,5%) ewangelikami, 19 (0,6%) wyznawcami judaizmu a 16 (0,5%) innej religii lub wyznania. Tradycyjnie miejscowość zamieszkała była przez polskojęzycznych Lachów, posługujących się odmianą gwary cieszyńskiej.
Pod względem politycznym miejscowość była zdominowana przez socjalistów. W pierwszych powszechnych wyborach do parlamentu wiedeńskiego w latach 1907 i 1911 dwukrotnie wygrał tu polski socjalista Tadeusz Reger. W 1911 czeski socjaldemokratyczny kontrkandydat Regera nazwiskiem Gardawski zdobył tu zaledwie trochę ponad 5% głosów.
Po I wojnie światowej doszło do polsko-czechosłowackiego sporu granicznego o Śląsk Cieszyński. Według porozumienia lokalnych organów władzy Sucha Średnia i Sucha Dolna zostały podporządkowane czechosłowackiej administracji, a Sucha Górna polskiej. W październiku 1938 została wraz z Zaolziem zaanektowana przez Polskę, a w II wojnie światowej przez nazistowskie Niemcy. Po wojnie przywrócona Czechosłowacji.